# Sinntal
Sinntal est une municipalité allemande située dans le land de la Hesse et l'arrondissement de Main-Kinzig.

## Personnalités liées à la ville
- Hélène de Palatinat-Simmern (1532-1579), comtesse de Hanau-Münzenberg morte au château de Schwarzenfels
- Jean-Ernest de Hanau-Münzenberg (1613-1642), comte né à Schwarzenfels.
- Franz Bäke (1898-1978), général né à Schwarzenfels.